# کوستا لومینوزا
کوستا لومینوزا (به انگلیسی: Costa Luminosa) یک کشتی است که طول آن ۲۹۲ متر (۹۵۸ فوت) می‌باشد. این کشتی در سال ۲۰۰۸ ساخته شد.